# Ihalanjärvi
Ihalanjärvi är en sjö i Finland. Den ligger i kommunen Ruokolax i landskapet Södra Karelen, i den sydöstra delen av landet, 260 km nordost om huvudstaden Helsingfors. Ihalanjärvi ligger 98,2 meter över havet. Den är 22,89 meter djup. Arean är 2,85 kvadratkilometer och strandlinjen är 19,02 kilometer lång. Sjön  ingår i Vuoksens huvudavrinningsområde.   I omgivningarna runt Ihalanjärvi växer i huvudsak blandskog.
I sjön finns några öar, den största Sääskisaari, 0,9 ha.
I övrigt finns följande vid Ihalanjärvi:
- Jukajärvi (en sjö)
- Savonkaita (en sjö)